# Paruroctonus soda
Paruroctonus soda — вид скорпіонів родини Vaejovidae. Описаний у 2022 році.

## Назва
Видова назва soda вказує на типове місцезнаходження виду.

## Поширення
Ендемік Каліфорнії. Поширений лише на висохлому дні озера Сода в рівнині Каррізо в окрузі Сан-Луїс-Обіспо на півдні штату. Мешкає на високолужних ґрунтах.